# 英国足球运动
足球是英國最受歡迎的體育運動，其組織架構在四個構成國（英格蘭、蘇格蘭、威爾斯與北愛爾蘭）各自獨立運作，各國設有專屬的足球總會負責境內足球事務管理。值得注意的是，英國並未設立統一的英國國家足球隊。
英國足球歷史悠久，被公認為現代足球的搖籃。19世紀中葉，英國制定了首個標準化足球規則，並在1863年10月26日成立世界最古老的足球協會—英格蘭足球協會。創於1871年的英格蘭足總盃成為歷史最長的足球賽事之一，為全球足球發展提供重要的典範，同時也孕育出像曼聯、利物浦和阿森納這樣國際聞名的俱樂部，促進俱樂部文化的壯大。
英國足球的全球領先地位還表現在其聯賽系統上，尤其是英格蘭超級聯賽。該聯賽自1992年啟動以來，迅速成為世界上最具吸引力的商業聯賽，吸納全球頂尖球員和教練，不僅提高賽事水準，也對英國經濟和旅遊業產生裨益。然而，英國足球也面臨挑戰，如球迷暴力、財政公平問題和青訓可持續性等。
如今英國足球仍是全球體育不可或缺的一部分，無論是在俱樂部還是國家隊層面都具有強勢影響力。英格蘭在2020年歐洲國家盃上歷史性進入決賽，顯示其競爭力的復甦。女性足球也在國內高漲，如英格蘭女子超級聯賽正成為頂級女子聯賽之一，憑藉悠久的傳統、國際化影響力和與時俱進的策略，英國足球依然穩據世界足壇的核心地位。
英格兰国家足球队在1966年世界杯足球赛中获得冠军。

## 足球總會
英國各構成國（通稱「本土四國」）均設有獨立運作的足球總會。英格蘭足球總會（The FA）作為全球首個國家級足球管理機構，自1863年成立以來管轄英格蘭及皇家屬地事務。1873年成立的蘇格蘭足球總會（SFA）現為歷史第二悠久的同類組織，全面負責蘇格蘭足球發展。威爾斯足球總會（FAW）於1876年設址加的夫，專司威爾斯各級賽事運作。至於愛爾蘭足球協會（IFA）1880年創立初期管轄整個愛爾蘭島，現主要聚焦北愛爾蘭足球事務。
此四機構作為現代足球管理體系奠基者，在國際足球協會理事會（IFAB）具特殊地位。根據1886年訂立的章程，英倫四總會共同持有IFAB八個常任席位中的四席，與國際足協（FIFA）共享比賽規則制定權。此架構確保英國在足球規則演進過程中持續發揮核心作用，任何規則修正案須獲至少六席同意方得實施，實質賦予英國足球管理機構群體否決權

## 男子國際足球
英國在國際足球賽事中以四個構成國的獨立隊伍參賽，分別為英格蘭、蘇格蘭、威爾斯與北愛爾蘭。唯一例外是夏季奧運會，此時英國由英國奧運足球隊代表參賽（儘管隊名為「大不列顛」，實際包含北愛爾蘭）。部分人士曾主張英國應以單一隊伍參與所有賽事，但四個足球協會均強烈反對此提議。
由於所有參賽球員均持英國護照，球員資格歸屬時有爭議。一般而言，球員可選擇自身出生地、父母或祖父母出生地所屬的隊伍（若上述地區分屬不同構成國，則享有選擇權）。例如艾登·麥基迪與傑克·科里森即選擇代表父系血緣國家，而非自身出生國。
來自皇家属地（如曼島與海峽群島，嚴格而言不屬英國領土）的球員，原可自由選擇四個構成國隊伍（如選擇英格蘭的馬菲·拿鐵斯與格雷姆·拿索斯）。此規則亦適用於非英國本土出生的英國公民——埃里克·揚（生於新加坡）與帕特·范登豪威（生於比利時）曾據此代表威爾斯，而迈克·泰勒（生於德國，父親為英國人）則選擇代表北愛爾蘭——現行規則已增設居住資格限制。

### 奧運足球參賽史

威爾斯名將瑞恩·吉格斯曾擔任英國奧運隊隊長

早期夏季奧運會由業餘隊伍參與，英國奧林匹克協會授權英格蘭業餘隊代表全英國參賽。隨著奧運賽制改為23歲以下球員參賽，英國通常不再組隊參賽，主要因資格賽基於歐洲U-21足球錦標賽，而英國四個構成國各自組隊參賽導致無法形成統一資格。曾有單一構成國達到資格標準的情況，但最終由排名較低隊伍替補參賽。
特殊案例是2012年倫敦奧運，英國憑藉東道主身份自動獲得參賽資格。英格蘭足球總會支持組建聯合隊伍，但蘇格蘭足球協會、威爾斯足球協會與愛爾蘭足球協會強烈反對，擔心此舉危及各構成國在國際足壇的獨立地位。2009年6月1日，四大足協聯合致函國際足協表明立場：儘管蘇格蘭、威爾斯與北愛爾蘭不參與組隊，但不會阻止英格蘭以「英國隊」名義參賽，國際足協會長塞普·布拉特隨即批准此方案。儘管威爾斯足協表明不參與，加雷斯·貝爾等威爾斯球員仍公開表達參賽意願。最終英足總無視協議，在男子隊名單中納入五名威爾斯球員。
英國奧運隊未來參賽前景尚不明朗，因缺乏後續賽事的資格取得機制。不過東京奧運首度出現統一的女子代表隊，為男子隊發展帶來曙光。

### 構成國間國際賽事

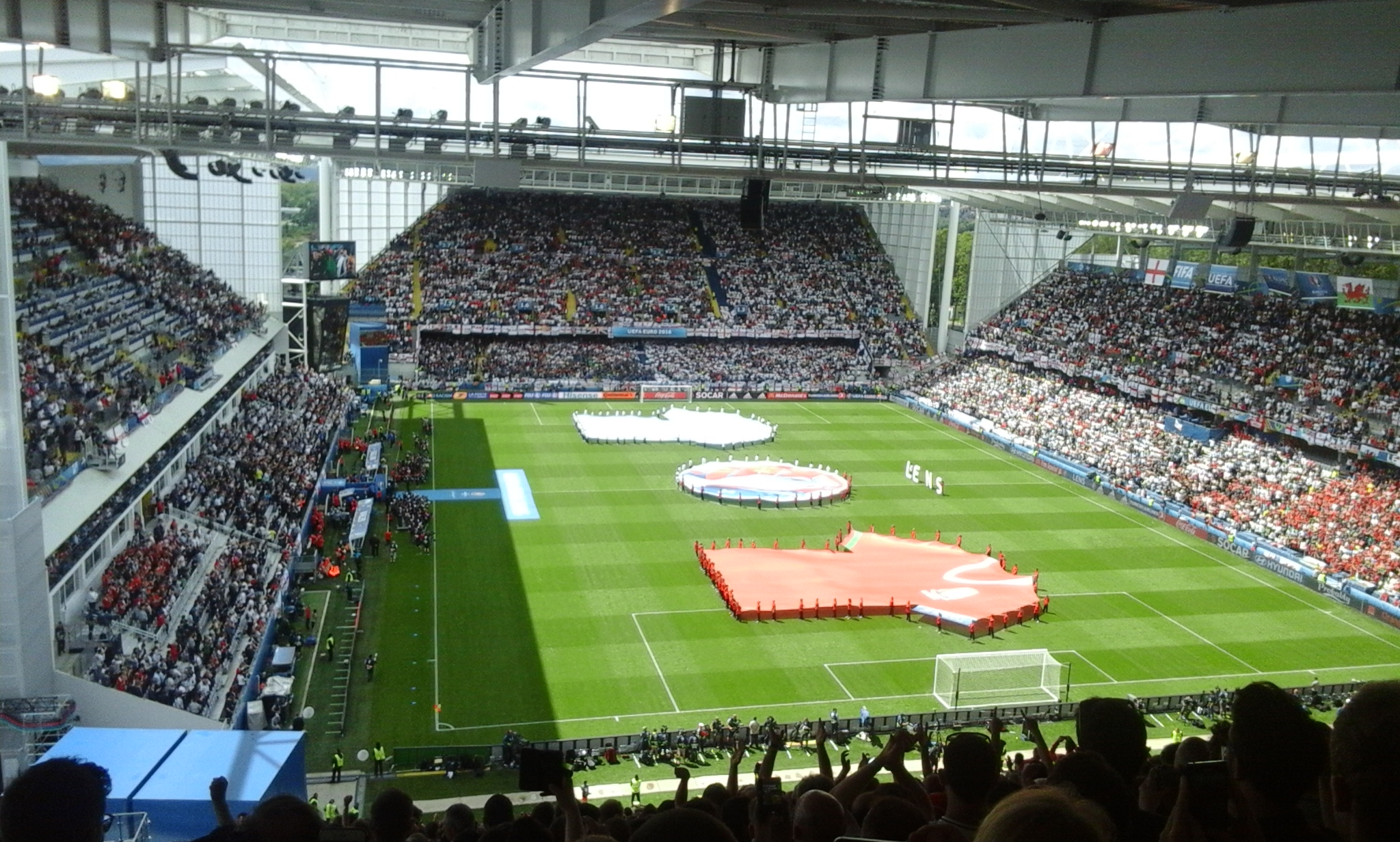
英格蘭與威爾斯在2016年歐國盃對陣

英國各構成國間的國際足球對戰次數居全球之冠。1872年於格拉斯哥舉行的世界首場國際足球賽由蘇格蘭與英格蘭以0-0戰平揭開序幕。此後四支隊伍開始定期進行友誼賽，並自1883年起創辦正式賽事英國本土錦標賽，確保各隊每年至少交手一次。該賽事於1984年停辦，主因包括球迷騷亂問題，以及英格蘭（與程度較輕的蘇格蘭）渴望與其他足球強國進行更多國際賽事。
在英國本土錦標賽舉辦期間，英國各隊亦多次於國際足協世界盃與歐國盃資格賽中相遇。早期賽事直接將本土錦標賽作為資格賽小組，例如1974年世界盃資格賽即出現英格蘭與威爾斯同組競技。此後三次資格賽期間，英國各隊在本土錦標賽進行期間再度交手。自本土錦標賽停辦後，各隊主要透過歐國盃或世界盃等大賽分組相遇，偶有友誼賽安排。
2011年汽車品牌沃克斯豪爾與四大足協簽署贊助協議時，公開表達希望促成新版英國本土錦標賽。此後多次出現恢復賽事的呼聲，支持者主張以正式賽事取代「無意義友誼賽」，能有效提升球員與球迷參與熱情。然而英格蘭足球總會對此缺乏興趣，因其商業影響力已超越其他三支隊伍，傾向與歐洲及南美強隊進行高價值友誼賽。
2006年12月，勞里·桑切斯（Lawrie Sanchez）提議舉辦凱爾特地區三隊與愛爾蘭共和國參與的新賽事。蘇格蘭足球協會對此表達保留態度，時任蘇格蘭主帥亞歷克斯·麥克萊什於2007年2月進一步表態支持與構成國及愛爾蘭交手，但坦言「若英足總專注於溫布萊球場的新賽事安排，我們只能期待被納入考慮」。英格蘭與威爾斯則以「年度友誼賽檔期已滿」為由消極回應。
2008年9月18日，愛爾蘭、蘇格蘭、威爾斯與北愛爾蘭宣布聯合舉辦2011年凯尔特杯。然而賽事觀眾數量低迷（尤其未涉及愛爾蘭或蘇格蘭的場次），此後未再續辦。

### 皇家屬地與海外領土足球代表隊
儘管在法律上不屬於英國，下列地區的足球事務由英格蘭足球總會管轄，並由英格蘭代表隊代表參賽。同時以下這些地區也設有未獲國際足總認證的足球代表隊：

#### 皇家屬地代表隊
- 根西
  -  奧爾德尼
  -  薩克
- 曼島
- 澤西

#### 海外領土代表隊
英國海外領土同樣不屬於英國本土，其足球代表隊配置如下（部分領土已加入所屬區域足協成為正式或準會員）：
- 百慕大
- 英屬維爾京群島
- 开曼群岛
- 福克蘭群島
- 直布罗陀
- 皮特凯恩群岛
- 聖赫勒拿

## 女子國際足球
英國女子足球運動起源於19世紀末工業化時期，1895年首場有正式紀錄的女子足球賽在英國舉行，由兩支工廠女工隊伍在北方工業城鎮展開對抗。儘管初期發展受到維多利亞時期社會觀念限制，該運動仍持續在基層萌芽。關鍵轉折點出現在1971年英格蘭女子足總盃的創立，此項賽事不僅建立系統化競技平台，更推動職業化進程。至1980年代，全英註冊女足球員突破萬人規模，標誌著該運動正式進入主流視野。
歷經百年演進，當代英國女足已形成完整體系。根據英足總2023年統計，全國註冊女性球員逾15萬人，職業聯賽年均觀賽人次突破百萬大關。國家隊層面，英格蘭女子足球代表隊自1984年首奪歐洲女子足球錦標賽冠軍後持續突破，2019年更創下晉級國際足總女子世界盃四強的歷史最佳成績。媒體生態方面，天空體育與BBC等主流平台每年轉播時長超過500小時，重要賽事平均收視率達男性賽事的65%。
依照英倫四足協傳統架構，英格蘭、蘇格蘭、威爾斯與北愛爾蘭各自維持獨立女子代表隊建制，分別參與國際足總與歐洲足協主辦賽事。此分治模式源於1886年《足球協會協議》，確保各地區在國際賽場保有自主代表權。特殊情況下，如奧運足球比賽期間，四足協依國際奧委會憲章整合組成大不列顛女子奧林匹克足球隊，參賽資格取決於歐洲足協奧運資格賽中英格蘭隊的成績表現。

### 奧運足球參賽史

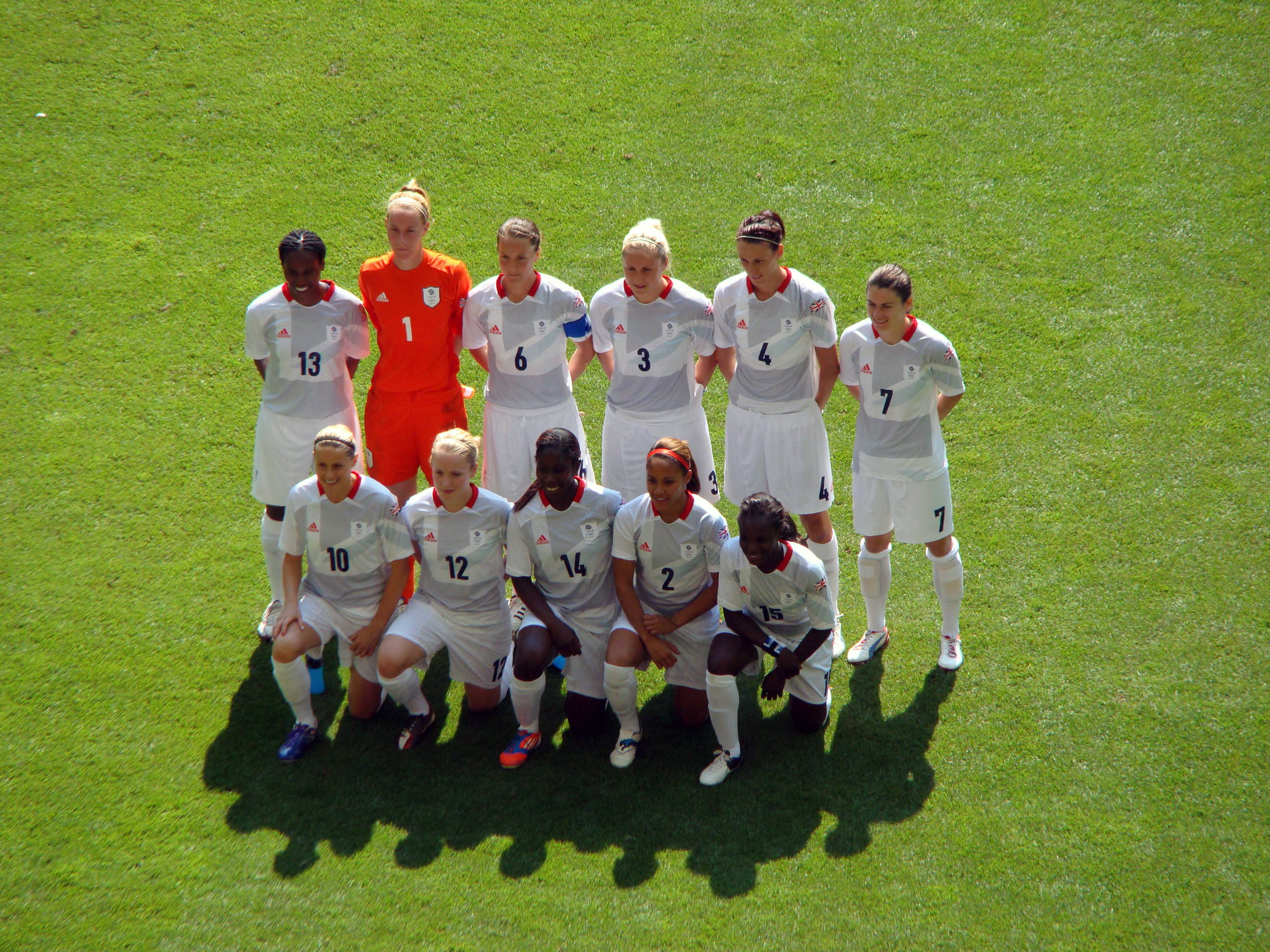
2012年倫敦奧運會上的英國女子奧林匹克足球隊

女子足球於1996年亞特蘭大奧運會首度成為奧運正式項目，與男子賽事不同，奧運女子足球比賽允許全職業陣容參賽。基於英倫四足協的歷史協議，大不列顛女子奧林匹克足球隊長期缺席奧運賽場，此情況與男子隊成因相同——四地足協為維護各自在國際足總的獨立代表權，拒絕常設聯合代表隊。
特殊情況出現在2012年倫敦奧運會，作為東道主的英國自動獲得參賽資格。經四足協協商，英格蘭女子足球代表隊獲授權以「大不列顛」名義組隊，隊中首次納入兩名蘇格蘭球員。該代表隊最終晉級八強，創下英國女足奧運最佳戰績。2016年里約奧運會前，英格蘭足球總會曾推動組建常設聯合隊，但因蘇格蘭與威爾斯足協反對未能達成協議。
轉機出現在2020年東京奧運會，四足協達成臨時協議，同意由英格蘭足總主導組建奧運代表隊，參賽資格取決於英格蘭女子足球代表隊在2019年國際足總女子世界盃的成績。此決議被視為平衡「奧運統一代表權」與「四足協自治傳統」的折衷方案。

## 男子俱樂部足球

### 聯賽體系
英國的俱樂部足球聯賽體系分為英格蘭、蘇格蘭、威爾斯和北愛爾蘭四個獨立系統，但部分俱樂部基於後勤考量（如地理位置或歷史因素）會跨國參賽。威爾斯直至1992年才建立全國性聯賽（此前僅有地區聯賽），因此其頂級俱樂部（如卡迪夫城、梅瑟蒂德菲爾、紐波特郡、史雲斯城和域斯咸）長期參與英格蘭聯賽體系。
英格蘭足球聯賽系統由數百個相互關聯的聯賽組成，包含數千個分級別賽事：
- 頂層：英超聯賽（Premier League）
- 第二級：英格蘭足球聯賽（EFL，含冠軍聯賽、甲級聯賽、乙級聯賽）
- 第五級以下：全國聯賽（National League），之後結構轉為地區性聯賽，包括：
  - 北部超級聯賽（Northern Premier League）
  - 南部足球聯賽（Southern League）
  - 伊斯米安聯賽（Isthmian League）

北愛爾蘭足球超級聯賽 為北愛爾蘭最高層級聯賽，共12支球隊參與。德利城因歷史與地理因素（城市位於北愛爾蘭]但居民多認同愛爾蘭共和國），自1985年起加入愛爾蘭共和國聯賽體系，現征戰愛超聯賽。
蘇格蘭足球聯賽系統同樣以金字塔式運作。四十二家俱樂部參加蘇格蘭職業足球聯賽，該聯賽分為四個組別。在此之下有地區聯賽，高地足球聯賽，以及低地足球聯賽，位於蘇格蘭東部足球聯賽、蘇格蘭南部足球聯賽和蘇格蘭西部足球聯賽之上。兩家英格蘭俱樂部，貝里克流浪者（Berwick Rangers F.C.）和特威德默斯流浪者（Tweedmouth Rangers F.C.）參加蘇格蘭系統。在金字塔之外有一個高級聯賽，即北加爾多尼亞足球聯賽（North Caledonian Football League），青年足球和業餘足球。
威爾士足球聯賽系統包括頂級的威爾士超級聯賽（現稱Cymru Premier），第二級的威尔士足球北部联赛（Cymru North）和威尔士足球南部联赛（Cymru South），以及多個更具區域性的低級別聯賽。超級聯賽球隊新聖徒自2007年起開始在英格蘭邊界一側的奧斯沃斯特里進行主場比賽。歷史上，新聖徒代表的是威爾士的小村莊蘭辛迪費特（Llansantffraid-ym-Mechain），但在2003年與奧斯威斯特里城足球俱樂部（Oswestry Town）合併，而後者歷史上曾參加威爾士足球聯賽系統。

### 盃賽體系
英國足球俱樂部盃賽體系呈現多元分佈格局，主要基於英格蘭、蘇格蘭、威爾斯及北愛爾蘭四大區域各自組織。這些淘汰制賽事不僅提供本地榮譽爭奪，更與歐洲賽場資格緊密掛鉤，例如多項盃賽冠軍可直接或通過資格賽獲得歐洲足協相關賽事參賽席位。
傳統國家級盃賽中，歷史最悠久的英格蘭足總盃始於1871年，蘇格蘭盃緊隨其後於1873年創立，而威爾斯盃與北愛爾蘭的愛爾蘭盃分別在19世紀後期成形。這些賽事早期開放性較強，曾允許跨國俱樂部參與，例如威爾斯球隊早年可參加英格蘭足總盃。然而近年規則趨向嚴格化，現今參賽資格僅限於各國聯賽體系內註冊球隊，如2024賽季起威爾斯盃全面排除英格蘭聯賽隊伍。
次級盃賽方面，各區域設有聯賽附屬賽事，例如英格蘭的英格蘭聯賽盃自1960年專屬英超至英乙球隊，蘇格蘭聯賽盃則始於二戰後1946年。跨管轄區對抗曾以英蘇盃為代表（1975-1981年），現存的北愛爾蘭聯賽盃自2019年復辦，由北愛爾蘭超級聯賽與愛爾蘭超級聯賽冠軍進行跨境對決。

### 跨國參賽
英國的足球管理體制由四個獨立協會組成，這種結構導致了一個特殊情況，即某些位於其中一個國家的球隊參加由另一個國家主辦的比賽。目前以下參加頂級足球比賽的球隊：

 英格兰 →  苏格兰 - 貝里克流浪者，特威德默斯流浪者
 英格兰 →   - 新聖徒
  →  英格兰 - 卡迪夫城，梅瑟蒂鎮，纽波特郡，斯旺西城，雷克瑟姆
 北爱尔兰 →  愛爾蘭 - 德利城
英國足球俱樂部跨國參賽的管轄權問題，深刻反映了聯合王國內四個足球協會（英格蘭、蘇格蘭、威爾斯、北愛爾蘭）因歷史與地理因素形成的特殊治理結構。貝里克流浪者、新聖徒與德里城作為明確歸屬的典型案例，其運作模式可追溯至地域鄰近性與歷史協議：貝里克雖位於英格蘭邊境，但自19世紀末便歸屬蘇格蘭聯賽體系，此安排源於鐵路交通便利性與區域文化連結；新聖徒則因俱樂部重組後選址威爾斯，但為追求更高競技水平而保留英格蘭聯賽參賽資格，形成「跨境註冊」的特殊身份；德里城因北愛爾蘭政治動盪於1985年退出當地聯賽，轉而加入愛爾蘭聯賽系統，此舉涉及複雜的身份認同與足球政治協商。
威爾斯球隊在英格蘭聯賽的管轄爭議，則凸顯主權歸屬與競技現實的衝突。卡迪夫城、斯旺西城城等俱樂部自1920年代起參與英格蘭聯賽，根源於威爾斯當時缺乏職業聯賽體系，此歷史慣例卻衍生出管轄權模糊問題。2008年卡迪夫城足總盃決賽事件，迫使英足總與威爾斯足協重新審視管轄規則——若卡迪夫城奪冠，其理論上可通過英格蘭足總盃冠軍身份獲得歐聯資格，但該俱樂部當時仍屬威爾斯足協註冊成員，此矛盾最終促成2011年里程碑協議：英超與EFL（英冠、英甲、英乙）層級的威爾斯球隊改由英足總管轄，涵蓋紀律處分、轉會規則及歐戰資格分配，而全國聯賽（第五級別）以下仍歸威爾斯足協管理。此分級管轄模式既維護頂級聯賽統一性，亦保留低級別俱樂部的地域歸屬。
現行制度下，卡迪夫城、斯旺西城、紐波特郡與雷克瑟姆（2023年升入英乙）構成英格蘭聯賽中的「威爾斯集群」，其運作呈現雙重特徵：競技層面完全融入英格蘭聯賽生態，包括轉播分成與升降級制度；行政層面則依聯賽層級劃分管轄權限，例如英乙的雷克瑟姆需遵守英足總的財務公平法案，而仍處全國聯賽的梅瑟蒂鎮則受威爾斯足協規章約束。自2024年起修訂威爾斯盃參賽資格，明確排除英格蘭聯賽體系中的威爾斯俱樂部，此舉旨在強化本土賽事純粹性，卻也引發「文化割裂」爭議。

### 俱樂部在歐洲賽事的成就

#### 歐洲冠軍盃/歐洲冠軍聯賽
英國球隊在歐洲冠軍聯賽歷史上共奪得16次冠軍，該數字位列全歐洲第二，僅次於西班牙。值得注意的是，英國是歐洲各國中擁有最多不同俱樂部問鼎此項殊榮的國家。英格蘭球隊貢獻15座獎盃，其中利物浦以6次奪冠居首，曼聯3次緊隨其後，諾丁漢森林與切爾西各獲2次，阿斯頓維拉及曼城則分別取得1次。蘇格蘭的凱爾特人於1967年成為首支贏得此項榮譽的英國球隊，當時他們在里斯本決賽以2-1擊敗義大利勁旅國際米蘭。
英格蘭球隊的黃金時代出現在1977至1982年間，連續六屆賽事均由英格蘭俱樂部包攬冠軍。此輝煌紀錄因1985年海瑟爾慘案中斷，該事件導致所有英格蘭球隊遭歐洲賽事禁賽，其中利物浦更被額外禁賽至1991年。禁令解除後，英格蘭足球超級聯賽逐漸發展成全球最具商業價值與競爭力的足球聯賽，2007至2009年間更連續三年出現四強席位中三席由英格蘭球隊佔據的盛況，並在2008年締造首場全英格蘭決賽，由曼聯通過點球大戰擊敗切爾西。

#### 國際城市博覽會盃/歐足聯歐洲聯賽
在此項賽事歷史上，英國俱樂部共計10次奪冠，全部由英格蘭球隊包辦，同時獲得12次亞軍紀錄，其中包括蘇格蘭球隊的3次亞軍。該成就展現英國俱樂部在歐洲次級賽事中的持續競爭力，特別是在跨國城市交流與中游球隊實力層面。

#### 歐洲盃賽冠軍盃
已停辦的歐洲盃賽冠軍盃見證英國球隊的強勢表現，共計10次捧杯紀錄中包含蘇格蘭球隊的2次冠軍。亞軍次數達7次，其中同樣有2次由蘇格蘭俱樂部取得。此項專注於各國杯賽冠軍的賽事，凸顯英國足球在國內杯賽體系與歐洲賽場的雙重競爭優勢。

#### 英超聯賽的全球影響
作為英國足球的頂級聯賽，英格蘭足球超級聯賽自1992年改制以來，透過商業運作與競技水平的提升，已發展為全球轉播覆蓋最廣、營收最高的足球聯賽。其俱樂部在歐洲賽場的穩定表現，如2000年代後期連續三年壟斷歐冠四強多數席位，以及2010年代曼城與切爾西等新興豪門的崛起，持續鞏固英國足球在歐洲足壇的核心地位。近年利物浦及曼城先後於2019年及2023年奪得歐聯冠軍，更標誌著英超球隊在歐洲頂級賽事的全面復興。
許多英超俱樂部擁有龐大的國際球迷基礎。截至2024年2月7日，全球社群媒體上最受歡迎的10大體育俱樂部中，有5個來自英國：  
| 排名 | 足球俱樂部   | 國家   | 追隨者數量 |
| ---- | ------------ | ------ | ---------- |
| 1    | 皇家馬德里   | 西班牙 | 3.605億    |
| 2    | 巴塞隆納     | 西班牙 | 3.188億    |
| 3    | 曼聯         | 英國   | 2.07億     |
| 4    | 巴黎聖日耳曼 | 法國   | 1.63億     |
| 5    | 尤文圖斯     | 義大利 | 1.474億    |
| 6    | 曼城         | 英國   | 1.397億    |
| 7    | 切爾西       | 英國   | 1.367億    |
| 8    | 利物浦       | 英國   | 1.316億    |
| 9    | 拜仁慕尼黑   | 德國   | 1.265億    |
| 10   | 阿森納       | 英國   | 9920萬     |

## 球場

### 國家足球場
英國四個構成國均設有專屬的國家足球場作為主隊賽事主要舉辦場地：
英格蘭的國家球場為溫布利球場（位於倫敦，可容納90,000人），蘇格蘭選用漢普頓公園球場（格拉斯哥，容量51,866人）作為主場。威爾斯主要使用卡迪夫城球場（卡迪夫，33,280座位），而北愛爾蘭的國家隊賽事多在溫莎公園球場（貝爾法斯特，15,000座位）舉行。
需特別說明的是，千禧球場雖偶爾承辦威爾斯足球賽事，但主要用途為威爾斯國家橄欖球隊主場；溫莎公園球場實際產權屬於林菲爾德足球俱樂部，北愛爾蘭足球協會以租賃形式取得賽事使用權，若遇場地無法使用時，國家隊會另擇俱樂部球場進行比賽。

### 英國前12大容量足球場
以下列出全英國座位數超過50,000的十二座主要足球場館：
| 球場名稱         | 所在城市       | 主要使用球隊     | 容量   |
| ---------------- | -------------- | ---------------- | ------ |
| 溫布利球場       | 倫敦           | 英格蘭國家足球隊 | 90,000 |
| 老特拉福德球場   | 斯特雷特福德   | 曼聯             | 75,731 |
| 千禧球場         | 卡迪夫         | 威爾斯國家足球隊 | 74,500 |
| 倫敦體育場       | 倫敦           | 韋斯咸           | 62,500 |
| 熱刺球場         | 倫敦           | 熱刺             | 62,062 |
| 晏菲路球場       | 利物浦         | 利物浦           | 61,276 |
| 凱爾特人公園球場 | 格拉斯哥       | 些路迪           | 60,411 |
| 酋長球場         | 倫敦           | 阿仙奴           | 60,260 |
| 曼徹斯特市球場   | 曼徹斯特       | 曼城             | 55,097 |
| 聖占士公園球場   | 泰恩河畔紐卡素 | 紐卡素           | 52,404 |
| 漢普頓公園球場   | 格拉斯哥       | 蘇格蘭國家足球隊 | 51,866 |
| 埃布羅克斯球場   | 格拉斯哥       | 格拉斯哥流浪     | 50,817 |

## 發展問題與隱憂

### 奧運會
英国男子和女子足球队曾在2012年伦敦奥运会以东道主身份参赛，伦敦奥运会过后不久，英格蘭足球總會称英国男子足球队将不可能出战里约奥运，因为英格兰、苏格兰、威尔士和北爱尔兰在2015年欧洲U-21足球锦标赛附加赛上都是独立参赛。然而，2015年2月，英格蘭足球總會宣布改变政策，并称其打算建立代表英国奥委会参加2016年奥运会的男子和女子队伍，但这遭到苏格兰、威尔士和北爱尔兰足球协会的强烈反对。国际足球联合会对此表示，英国足球队欲参加里约奥运，必须得到该国四大足球协会的一致同意。2015年3月30日，英格蘭足球總會宣布不再寻求让英国队参加里约奥运。由前文可知英國參與奧運會的資格常被苏格兰、威尔士和北爱尔兰足球协会的強烈影響。

### 性侵醜聞
2016年11月，來自英超退役球星伍德華（Andy Woodward）在11月16日向《衛報》爆料，11歲起在俱樂部被教練班內爾（Barry Bennell）性侵，接著就陸續有球員現身說法。
班內爾曾於1994年在美國的足球營中強暴男童被捕，後來被遣返英國，光是他一人所涉及的案件，受害者就達23人，同時還有至少183人也涉嫌相同或類似罪行，並且涉及了248個足球俱樂部。（2017年1月）
戀童癖的班內爾是性侵慣犯，過去同事也有人是同黨，此事如滾雪球般扯出更多加害者，英國警方2017年1月18日公佈調查，確認受害者達526人，從4歲到20歲都有，切爾西、曼城等豪門球隊也有涉案人。
據《美聯社》報導，全國警察局長委員會還透露，教練性侵球員事件，多半是足球，但也涉及其他運動種類。

## 註解
1. ↑  雖然卡迪夫城球場是威爾斯國家足球隊主要比賽場地，但千禧球場、自由球場與跑馬場球場（英语：Racecourse Ground）也常被使用
2. ↑  千禧球場主要用於橄欖球聯盟賽事

## 参看
- 德国足球运动
- 英國運動
- 英格蘭足球運動
- 倫敦足球運動
- 北愛爾蘭足球運動
- 蘇格蘭足球運動
- 約克郡足球運動